# Oostgaarde
Oostgaarde is een woonwijk in de gemeente Capelle aan den IJssel, in de Nederlandse provincie Zuid-Holland. 
De wijk heeft 14.600 inwoners (in 2005) en wordt omsloten door de Capelse wijken Middelwatering en Schollevaar, de gemeente Zuidplas en de Hollandse IJssel. De woonwijk heeft een eigen winkelcentrum genaamd De Terp.
De wijk is gebouwd in de jaren zestig en zeventig. Naast eengezinswoningen zijn hier de galerijflats te vinden die de Capelse horizon bepalen. De Bergenbuurt is aangewezen als beschermd gemeentelijk dorpsgezicht. In de jaren negentig is langs de IJsseldijk de buurt Paradijssel gebouwd, met opvallende woningen.

## Buurten
| CBS-buurtcode | Buurtnaam              | Inwonertal | Opp. totaal (ha) | Opp. land (ha) | Ligging                |
| ------------- | ---------------------- | ---------- | ---------------- | -------------- | ---------------------- |
| BU05020401    | De Baronie             | 910        | 10               | 9              | Locatie in de gemeente |
| BU05020402    | Diepenbuurt            | 930        | 14               | 12             | Locatie in de gemeente |
| BU05020403    | Dalenbuurt             | 1930       | 22               | 21             | Locatie in de gemeente |
| BU05020404    | Sportpark Couwenhoek   | 0          | 16               | 14             | Locatie in de gemeente |
| BU05020405    | Eilandenbuurt          | 950        | 15               | 15             | Locatie in de gemeente |
| BU05020406    | Waardenbuurt           | 1000       | 17               | 15             | Locatie in de gemeente |
| BU05020407    | AWZI Oostgaarde        | 0          | 16               | 13             | Locatie in de gemeente |
| BU05020408    | Baaienbuurt            | 1390       | 18               | 17             | Locatie in de gemeente |
| BU05020409    | Paradijsel             | 950        | 34               | 19             | Locatie in de gemeente |
| BU05020501    | Beemster en Purmerhoek | 1290       | 11               | 10             | Locatie in de gemeente |
| BU05020502    | Schermerhoek           | 1420       | 7                | 7              | Locatie in de gemeente |
| BU05020503    | Wormerhoek             | 0          | 6                | 6              | Locatie in de gemeente |
| BU05020504    | Scandinavischebuurt    | 540        | 14               | 13             | Locatie in de gemeente |
| BU05020505    | Amerikaansebuurt       | 410        | 9                | 9              | Locatie in de gemeente |
| BU05020506    | Bergenbuurt            | 1640       | 12               | 12             | Locatie in de gemeente |
| BU05020507    | Molukkenbuurt          | 790        | 13               | 12             | Locatie in de gemeente |
| BU05020508    | Klaverweide            | 30         | 16               | 16             | Locatie in de gemeente |
| BU05020509    | Klinkert               | 60         | 26               | 26             | Locatie in de gemeente |
| BU05020501    | Beemster en Purmerhoek | 1290       | 11               | 10             | Locatie in de gemeente |
| BU05020502    | Schermerhoek           | 1420       | 7                | 7              | Locatie in de gemeente |
| BU05020503    | Wormerhoek             | 0          | 6                | 6              | Locatie in de gemeente |
| BU05020504    | Scandinavischebuurt    | 540        | 14               | 13             | Locatie in de gemeente |
| BU05020505    | Amerikaansebuurt       | 410        | 9                | 9              | Locatie in de gemeente |
| BU05020506    | Bergenbuurt            | 1640       | 12               | 12             | Locatie in de gemeente |
| BU05020507    | Molukkenbuurt          | 790        | 13               | 12             | Locatie in de gemeente |
| BU05020508    | Klaverweide            | 30         | 16               | 16             | Locatie in de gemeente |
| BU05020509    | Klinkert               | 60         | 26               | 26             | Locatie in de gemeente |

Dorp: Capelle aan den IJssel      Buurtschap: 's-Gravenweg

Wijken: Fascinatio · Rivium · 's-Gravenland · Middelwatering · Oostgaarde · Schenkel · Schollevaar · West

Zuid-Holland: Steden en dorpen      Nederland: Provincies · Gemeenten